# GFRA3
GFRA3‏ (GDNF family receptor alpha 3) هوَ بروتين يُشَفر بواسطة جين GFRA3 في الإنسان.